# Kleine Speelmuziek (Van Lijnschooten)
Kleine Speelmuziek is een compositie voor harmonieorkest of fanfare van de Nederlandse componist Henk van Lijnschooten. Het is geschreven in opdracht van de Festliche Musiktage (Forum für zeitgenössische Blasmusik) in het Zwitserse Uster. 
Het werk is opgenomen op cd door het Melomaan Ensemble onder leiding van Hans Lamers.